# Кубок Північної Ірландії з футболу 2025—2026
Кубок Північної Ірландії з футболу 2024–2025 — 146-й розіграш кубкового футбольного турніру в Північній Ірландії. Титул захищає Данганнон Свіфтс.

## Календар
| Раунд           | Дата | Матчі | Клуби   |
| --------------- | ---- | ----- | ------- |
| Перший раунд    |      | → 88  |         |
| Другий раунд    |      | 32    | 88→ 56  |
| Третій раунд    |      | 16    | 56 → 40 |
| Четвертий раунд |      | 8     | 40 → 32 |
| 1/16 фіналу     |      | 16    | 32 → 16 |
| 1/8 фіналу      |      | 8     | 16 → 8  |
| 1/4 фіналу      |      | 4     | 8 → 4   |
| 1/2 фіналу      |      | 2     | 4 → 2   |
| Фінал           |      | 1     | 2 → 1   |